# ألاف (ثعبان)
أُلاف (الاسم العلمي: Elaphe)، اسمها العلمي من الفينيقي أو العربي لأنها تنتصب كالألف. هو جنس من فصيلة الأحناش، ويَُعَد الحفث أحد الأجناس الرئيسية لأفاعي الجرذان. توجد في العديد من مناطق نصف الكرة الشمالي.